# Carussa
Carussa (in greco antico: Κάρουσσα?) era una colonia greca ubicata sulla costa del Mar Nero.

## Storia
La città di Carussa è citata nel Periplo di Scilace, in una serie di città greche appartenenti alla Assiria, e la ubicava prima di Sinope. Viene citata anche nel Periplo del Ponto Euxino di Anonimo, dove si dice che era un emporio situato in un porto protetto dai venti dell'ovest e lo ubicava a 70 stadi dal fiume Evarco e a sessanta da Gurzubanthum. In un altro Periplo del Ponto Euxino, opera di Arriano, viene situata a 150 stadi da de Sinope e altri 150 da Zagora.
Si dice che abbia fatto parte della lega delio-attica ma non è certa l'esistenza di Carussa nella lista delle città tributarie di Atene.